# Anders Eggert
Pour les articles homonymes, voir Eggert.

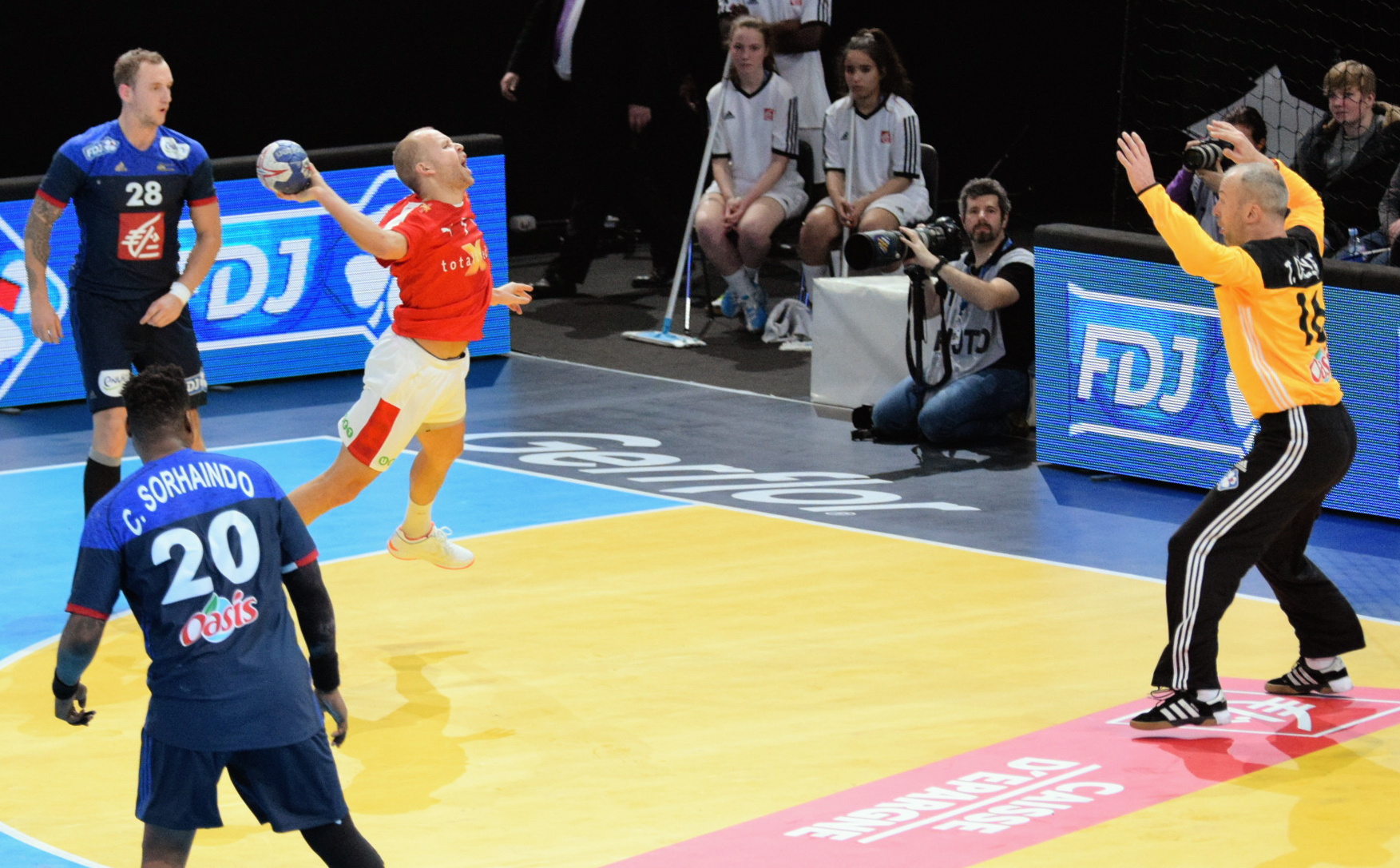
Anders Eggert face à Thierry Omeyer, le 10 janvier 2016.

Anders Eggert Magnussen, né le 14 mai 1982 à Aarhus, est un handballeur danois évoluant au poste d'ailier gauche en équipe nationale danoise et dans le club danois du Skjern Håndbold

## Biographie
Après avoir commencé sa carrière au Danemark, il rejoint en 2006 le Championnat d'Allemagne en signant au SG Flensburg-Handewitt. Après 2 saisons, il retourne une saison au Danemark au Skjern Håndbold puis revient à Flensburg où il évoluera jusqu'en 2017, ayant prolongé son contrat en novembre 2013.
Au terme de son contrat avec SG Flensburg-Handewitt, il réintègre l'effectif du Skjern Håndbold à l'issue de la saison 2016/2017.

## Palmarès

### En club
Compétitions internationales
- Vainqueur de la Ligue des champions (1) : 2014
- Vainqueur de la Coupe des coupes (1) : 2012

Compétitions nationales
- Vainqueur du Championnat du Danemark (2) : 2004, 2018
- Vainqueur de la Coupe du Danemark (2) : 2003, 2005
- Vainqueur de la Coupe d'Allemagne (1) : 2015
- Deuxième du championnat d'Allemagne (2) : 2011 et 2013

### En sélection
Anders Eggert joue son premier match en sélection le 6 juin 2003 face à la Serbie. Ses résultats sont :
Championnats d'Europe
- 5e place au Championnat d'Europe 2010,  Autriche
- Médaille d'or au Championnat d'Europe 2012,  Serbie
- Médaille d'argent au Championnat d'Europe 2014,  Danemark
- 5e place au Championnat d'Europe 2016,  Pologne

Championnats du monde
- 4e place au championnat du monde 2009,  Croatie
- Médaille d'argent au championnat du monde 2011,  Suède
- Médaille d'argent au championnat du monde 2013,  Espagne
- 5e place au championnat du monde 2015,  Qatar

Jeux olympiques
- 6e place aux Jeux olympiques 2012 de Londres,  Royaume-Uni

### Distinctions personnelles
- Meilleur buteur du championnat du monde 2013
- Meilleur buteur du Championnat d'Allemagne (1) : 2011 ; 2e en 2013
- 2e meilleur buteur de l'histoire du SG Flensburg-Handewitt, derrière Lars Christiansen[3]
- Élu meilleur ailier gauche de la Ligue des champions (1) : 2013
- Élu meilleur ailier gauche au Danemark (2) : 2005, 2006
- Élu dans l’équipe « 7 Monde » par le journal L’Équipe en 2013[4].